# モダンギャルド
『モダンギャルド』は、2004年6月30日にリリースされたメリーの2枚目のオリジナルアルバム。発売元は劇薬レコード。初回生産盤とそれ以降に生産された盤に相違はない。また、今作は『戦争』という一つのコンセプトの基に製作されている。

## 概要
メリーの2枚目のフルアルバム。タイトルは造語で、現代的（ここでは現在の時間軸＝メリーと意図している）という『モダン』と、元々軍事用語であった『アバンギャルド』を掛け合わせてつくられた。初回生産盤とそれ以降に生産された盤に相違はなく、これは「初回盤だから買うとかじゃなく、単純に曲そのものをストレートに感じて欲しい」というメンバーの意思の表れである。アルバムケースを開くとCDを収納している部分がせり上がる構造になっていて、非常に取り出し易い。

## 収録曲[3]
1. 流離ラプソディー（さすらいラプソディー）
  - 作曲：結生

インスト曲。序盤の哀愁あふれる旋律から一転、様々な楽器が喧騒的にメロディをなぞるパートに移り、それを繰り返すことから『ラプソディー（狂詩曲）』と名付けられた。前アルバムのインストと違い打ち込み音源は使用せず、管楽器やピアノの音も全て生演奏で収録された。口笛は結生とネロが担当している。
2. ジャパニーズモダニスト
  - 作詞：ガラ / 作曲：結生

シングル『ジャパニーズモダニスト/R-246』からのセレクト。アルバム用にリマスタリングのみされている。
3. 恋哀交差点（れんあいこうさてん）
  - 作詞：ガラ / 作曲：結生

メリーの王道であるレトロックど直球の曲。失恋に心を縛られて前に進めないまま立ち尽くす女性を描いている。タイトルはもちろん誤字ではなく、その名の通り『哀しい恋の交差点』である。
4. ハライソ
  - 作詞：ガラ / 作曲：健一

『楽園』、『天国』という意味の言葉。独特のはねる様なリズムに合わせて、LIVEではガラが歌いながらタンバリンを打つことが多い。傷つき追い込まれた人間の悲壮な結末が歌われている。『向こう側』を『向こう川』と表記したり、歌詩に歌われない部分があったり、歌詞を目で追って始めて情景が鮮明になるようになっている。
5. 躊躇いシャッフル（ためらいシャッフル）
  - 作詞：ガラ / 作曲：結生

シングル『躊躇いシャッフル／T.O.P』からのセレクト。これもアルバム用にリマスタリングのみされている。
6. 青春ノイローゼ（せいしゅんノイローゼ）
  - 作詞：ガラ / 作曲：健一

アップテンポでキャッチーな曲。メンバーも演奏のし易さや歌い易さを口々に語っている。歌詞も前向きになれるような内容に仕上がっている。一番の『最高』という単語の部分を二番では『PSYCHO』と置き換えており、実は一番の内容は皮肉に溢れた物言いだった事が分かるように配慮されている。
7. 心切ループ（うらぎりループ）
  - 作詞：ガラ / 作曲：テツ

原曲はもっとヘヴィ寄りの曲調だったが、プリプロを重ねるうちにミディアムバラード寄りにまとまった曲。人を信じては裏切られ、寂しさからまた信じては裏切られる悪循環を歌っており、全体的に高揚を抑えられた曲調に仕上がっているが一縷の信念を胸に宿す結びになっている。
8. T.O.P（ティー・オー・ピー）
  - 作詞：ガラ / 作曲：健一

シングル『躊躇いシャッフル／T.O.P』からのセレクト。シングル版になかったイントロを付け足し、全体のテンポを上げて再録されている。また、大サビ前の間奏部分でネロの生声カウントが入っている（実際にドラムを演奏しながらの掛け声のため、生々しい疲労感が窺える）。
9. レスト イン ピース
  - 作詞：ガラ / 作曲：結生

当初完成していた歌詞があったが、バンドメンバー全員で靖国神社を参拝し終えた後に全て書き換えた曲。アルバムのテーマである『戦争』を色濃く反映したミディアムバラード。ガラも声を飾らずに歌を録っており、ストレートに感情が伝わる曲である。
10. ロストジェネレーション
  - 作詞：ガラ / 作曲：ネロ

曲調が激しく、かつポジティブなメッセージ性の強い曲。原曲はもっと複雑な構成だったが、編曲過程で削ぎ落とされていき、今の形に完成された。サビでメロディを二重に重ねている。
11. 黒い虹（くろいにじ）
  - 作詞：ガラ / 作曲：結生

メリー初の本格的バラード。この曲も靖国神社を参拝し終えた後に歌詞を書き換えた曲（元は『MOTHER』というタイトルだった）。女性コーラス部分に唄うたいユニット『アネモネ』が参加している。